# Rhipilia
Rhipilia é um género de algas, pertencente à família Udoteaceae.

## Espécies
- Rhipilia amamiensis
- Rhipilia crassa
- Rhipilia diaphana
- Rhipilia fungiformis
- Rhipilia geppiorum
- Rhipilia micronesica
- Rhipilia multiplex
- Rhipilia nigrescens
- Rhipilia orientalis
- Rhipilia pusilla
- Rhipilia sinuosa
- Rhipilia tenaculosa
- Rhipilia tomentosa